# Andrea Amoretti

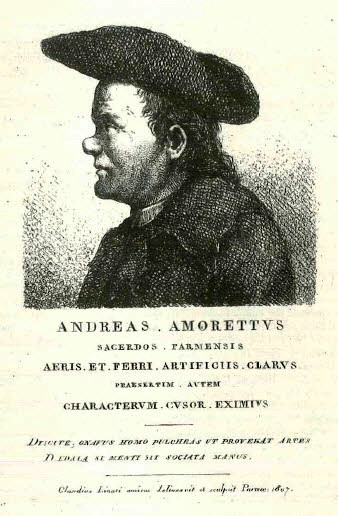
Porträt Amorettis von Claudio Linati, 1807

Andrea Amoretti (* 22. Januar 1758 in San Pancrazio Parmense; † 6. März 1807) war ein italienischer Kupferstecher und Drucker, tätig in Parma.